# Lassur
Lassur ist eine französische Gemeinde mit 84 Einwohnern (Stand 1. Januar 2022) im Département Ariège in der Region Okzitanien. Sie gehört zum Kanton Haute-Ariège und zum Arrondissement Foix. 
Sie grenzt im Nordwesten an Vèbre, im Norden an Urs, im Nordosten an Garanou, im Südosten an Luzenac, im Südwesten an Aston und im Westen an Albiès.

## Bevölkerungsentwicklung
| Jahr                       | 1962 | 1968 | 1975 | 1982 | 1990 | 1999 | 2008 | 2019 |
| -------------------------- | ---- | ---- | ---- | ---- | ---- | ---- | ---- | ---- |
| Einwohner                  | 118  | 106  | 83   | 65   | 55   | 62   | 67   | 97   |
| Quellen: Cassini und INSEE |      |      |      |      |      |      |      |      |